# Plesiobatis
Plesiobatis is een monotypisch geslacht met maar één soort de reuzendoornrog (Plesiobatis daviesi).

## Soort
- Plesiobatis daviesi (Wallace, 1967) – Reuzendoornrog